# علاء الدين الخازن
علاء الدين الخازن، هو أبو الحسن علي بن محمد بن إبراهيم بن عمر بن خليل الشيحي، عالم بالتفسير والحديث، ومن فقهاء الشافعية. وعُرف بالخازن لأنه كان خازن المكتبة السميساطية في دمشق.

## سيرته
أصل الخازن من حلب، وولد في بغداد عام 678 هـ الموافق 1280 ، ثم سكن دمشق وسمع بعض علمائها، فاشتغل بالعلم والتأليف، ويسّر له عمله في المكتبة سبل التعلم والكتابة، توفي في حلب عام 741 هـ الموافق 1341.

## مؤلفاته
- لباب التأويل في معاني التنزيل، والمعروف بتفسير الخازن.
- عدة الأفهام في شرح عمدة الأحكام.[1]
- الروض والحدائق في تهذيب سيرة خير الخلائق، في السيرة النبوية.[2]
- مقبول المنقول الجامع لأحاديث الرسول: في 10 مجلدات، جمع فيه بين الكتب الستة ومسند الشافعي ومسند أحمد والموطأ وسنن الدارقطني.[2]